# Paratropis elicioi
Espèce
Paratropis elicioi est une espèce d'araignées mygalomorphes de la famille des Paratropididae.

## Distribution
Cette espèce est endémique d'Équateur. Elle se rencontre dans les provinces de Cotopaxi et de Santo Domingo de los Tsáchilas entre 1 290 et 1 717 m d'altitude.

## Description
Le mâle holotype mesure 8,5 mm et la femelle paratype 11,5 mm.

## Systématique et taxinomie
Cette espèce a été décrite par Dupérré en 2015.
Les spécimens décrits par Perafán, Galvis et Pérez-Miles en 2019 n'appartiennent pas à cette espèce.

## Étymologie
Cette espèce est nommée en l'honneur d'Elicio E. Tapia.

## Publication originale
- Dupérré, 2015 : « Description of the first visually cryptic species of Paratropis (Araneae: Paratropididae) from Ecuador. » Journal of Arachnology, vol. 43, no 3, p. 327-330 (texte intégral).